# Aleksandra Kostka
Aleksandra Emilia Kostka (ur. 29 kwietnia 1976 w Koszalinie) – polska aktorka, lektorka i prezenterka telewizyjna.

## Życiorys
Urodziła się w 1976 roku w Koszalinie. Ukończyła Musicalową Wyższą Szkołę Wokalno–Aktorską im. Danuty Baduszkowej w Gdyni i Pomorską Akademię Pedagogiczną w Słupsku. Była pomysłodawczynią i twórczynią Ogólnopolskiego Festiwalu Piosenki Aktorskiej Reflektor w Koszalinie. Jako aktorka telewizyjna pojawiała się gościnnie w takich serialach jak: „M jak miłość”, „Kryminalni” czy „Glina”. W pierwszej dekadzie lat 2000 współpracowała z Faktorią Lektorską Mikrofonika. Od marca 2008 roku była prezenterką pogody w telewizji publicznej. W 2016 roku otrzymała „Telekamerę” w kategorii: Prezenter Pogody. Uhonorowana również statuetką „Kobieta Sukcesu”.